# 谷ノ音谷五郎
谷ノ音 谷五郎（たにのおと たにごろう、1910年2月2日 - 没年不明）は、昭和時代の大相撲力士。時ツ風部屋→陣幕部屋→粂川部屋所属。本名は竹村 茂。最高位は十両6枚目。

## 経歴
高知県安芸郡安田町出身。1929年1月に初土俵を踏む。1935年5月十両に昇進。連続3場所十両にいたが、1937年1月幕下に落ちた。1938年5月十両に復帰したが一場所で幕下に落ちた。1939年1月に廃業した。

## 改名
竹村→谷ノ音